# عجوقة مشرقية
عجوقة مشرقية (الاسم العلمي: Ajuga orientalis) هو نوع نباتي يتبع جنس العجوقة من الفصيلة الشفوية.

## تسميات
شندقورة مشرقية، عرصف مشرقي، بوق مشرقي.